# 榜羅鎮會議
榜罗镇会议是长征途中，中国共产党1935年9月27日在甘肃省通渭县榜罗镇召开的中央政治局会议。會議分析了國內國際形勢，進一步研究共軍落腳點問題之後，正式決定並宣佈改變俄界會議關於到鄰近蘇聯邊界的地方建立根據地的戰略方針。榜罗镇会议旧址现为全国重点文物保护单位。

## 簡介
民國24年9月，毛澤東率領改編為“陝甘支隊”的中國工農紅軍第一方面軍進入甘肅境內，突破國軍所設下的渭水封鎖線，於26日經隴西縣，到達通渭縣榜羅鎮。榜羅鎮是通渭縣的四大鎮之一，經濟文化比較發達。毛澤東和中央其他領導人在榜羅小學內詳細閱讀了許多報紙雜誌，進一步瞭解了當時全國形勢和陝甘蘇區的情況。9月27日，召開了由毛澤東、張聞天、周恩來、王稼祥、秦邦憲五名中共中央、中央軍委最高領導人參加的中共中央政治局常委會議。 
會議按照毛澤東在哈達鋪提出的到陝去的行動計畫，決定把共軍長征的落腳點放到陝北，到陝北去會合紅二十五軍、二十六軍，鞏固和發展陝北革命根據地，把陝北作為領導中國革命的大本營。
榜羅鎮會議徹底結束了共軍長征長期沒有落腳點而四處轉戰的局面，對共產黨而言，榜羅鎮會議是繼遵義會議以來的第二次具有轉折意義的重要會議。

## 內容
- 分析

會議在毛澤東主持下，分析研究了日本帝國主義對我國的侵略日益加劇、民族矛盾不斷上升的國內外形勢，以及陝北的軍事、政治和經濟狀況，認為陝甘支隊應迅速到陝北同陝北紅軍和紅二十五軍會合，決定改變俄界會議上制定的在接近蘇聯的地區創建根據地的方針，作出了把紅軍長征的落腳點放到陝北去，以陝北作為領導中國革命大本營的戰略決策。28日清晨，在濛濛細雨中，黨中央在榜羅小學旁邊的打麥場上召開連以上軍政幹部大會，毛澤東、張聞天等領導同志講了話。毛澤東傳達了中央政治局常委會議的新決策，進行了政治動員，向全體官兵正式宣佈：“陝甘革命根據地是抗日前線，我們要到抗日前線去，任何反革命不能阻止紅軍去抗日！”
- 重申

此會議中共重申北上抗日的總方針。在中共敗逃前夕，即民國23年7月15日，中華蘇維埃共和國中央政府、中國工農紅軍革命軍事委員會，發出《為中國工農紅軍北上抗日宣言》中指出：“蘇維埃政府與工農紅軍不辭一切艱難，以最大決心派遣抗日先遣隊，北上抗日”，開展民眾的民族革命鬥爭，打倒日本帝國主義。民國24年9月22日，毛澤東在一次講活中指出，民族危機在一天天加深，我們必須繼續行動，完成北上抗日的原定計劃。榜羅鎮會議分析了日本侵略華北的嚴重性，中共認為華北可成為抗日新陣地，及時作出了到陝北去的決策，發出了“我們要到抗日的前線上去”的口號。
- 確定

會議確定了共軍最終的根據地。在榜羅鎮會議最終決定到陝北落腳之前，中共想去的根據地曾經過七次大的抉擇和變更，其中一個原因是中共內部發生內鬥和分裂，毛和張國燾分道揚鑣。但是為了爭權奪利，共軍不能不立即確定根據地，以匯合兵力，鬥爭國民黨。因此，把陝甘根據地作為共軍的落腳點，是共軍免於被消滅的一個關鍵轉捩點。
- 提出

民國24年年9月28日晨，中共召開了陝甘支隊連以上幹部會議。支隊政委毛澤東在會上傳達了中央政治局常委會議的新決策，進行了政治動員，提出：“1．日本侵略北方的嚴重性；2．陝北根據地和紅軍狀況；3．北方可成為抗日新陣地的經濟、政治條件；4．要避免同國軍作戰，要迅速到達陝北集中；5．嚴格整頓紀律，充分注意群眾工作，解釋我軍北上抗日的意義，注意擴大新戰士等。”
- 要求

支隊司令員彭德懷，黨中央總負責人張聞天和支隊副司令員林彪先後講了話。賈拓夫還向大家介紹了陝北根據地和劉志丹的情況。會後，各部隊立即進行政治動員和物質準備，提出整頓軍隊風紀，做群眾工作，擴大新戰士，進行宣傳等具體要求。
- 解決

此會議解決共產黨四處流亡的窘境